# Ruský kříž (demografie)

„Ruský kříž“; černá křivka reprezentuje dynamiku úmrtnosti, červená odpovídá porodnosti (na 1 000 obyvatel).

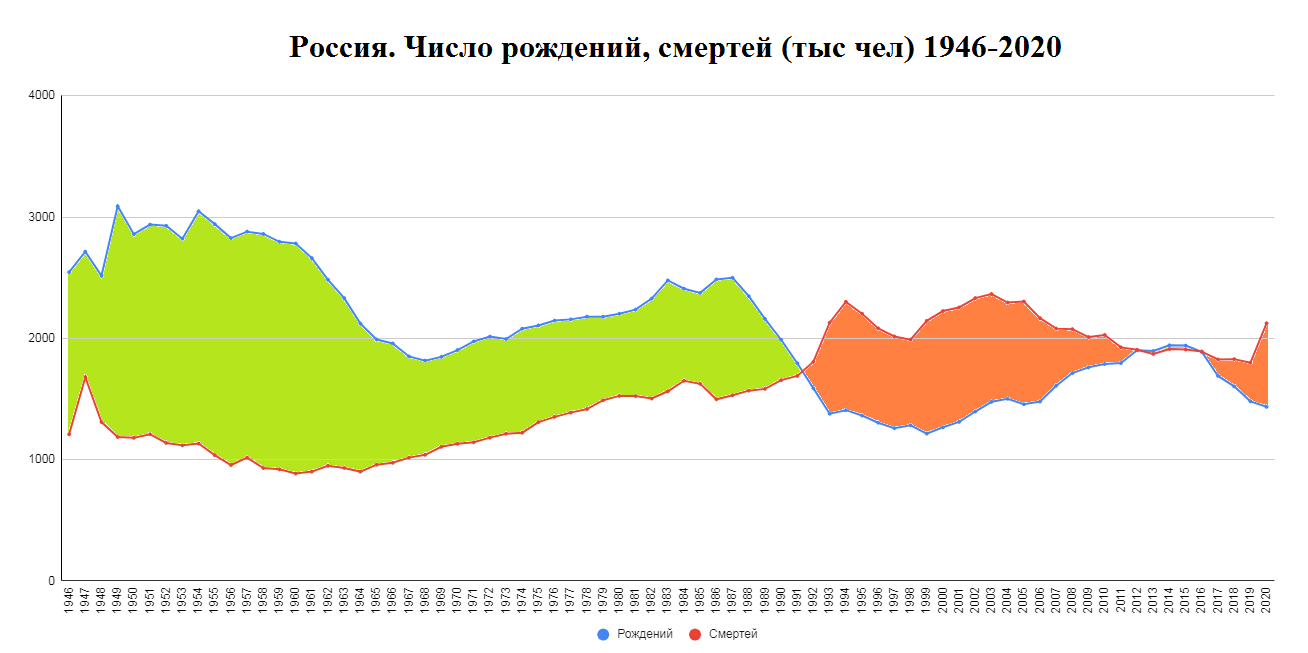
Další vývoj „ruského kříže“ (znázorněn vývoj po roce 2008).

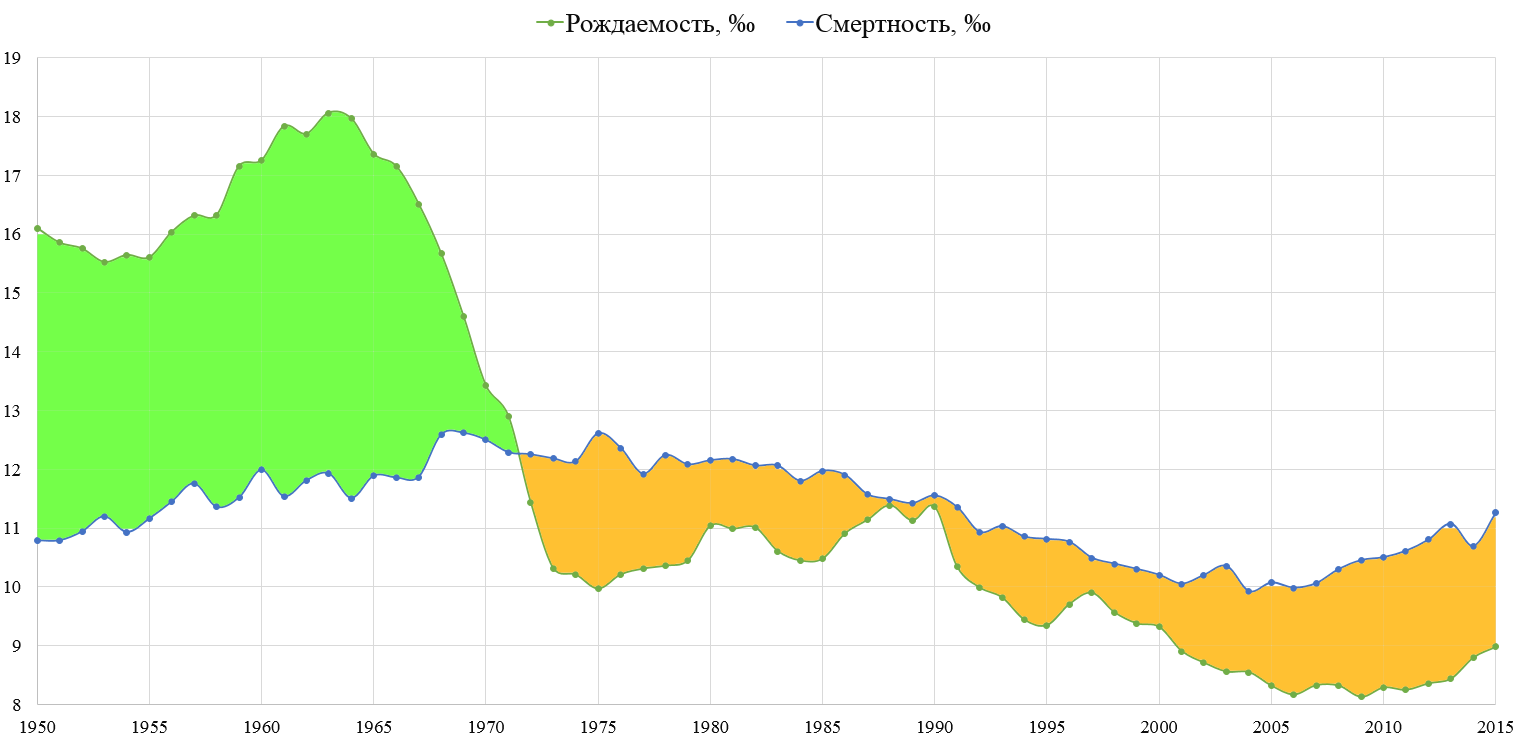
„Demografický kříž“ není omezen pouze na Rusko, další země bývalého východního bloku, státy na Balkáně a země jižní Evropy – v 70. letech 20. století došlo k tomuto trendu i v Německu („německý kříž“), a to v důsledku dřívějšího demografického přechodu.

Ruský kříž (rusky русский крест, russkij krest), známý také jako kříž smrti, je označení demografického trendu, ke kterému došlo v Rusku a mnoha dalších zemích bývalé Varšavské smlouvy. V Rusku počínaje rokem 1988 klesala porodnost rodilých Rusů (stejně jako v případě většiny ostatních etnických skupin evropské části bývalého Sovětského svazu), zatímco s rokem 1991 (kdy došlo k rozpadu Sovětského svazu) začala stoupat úmrtnost.
V roce 1992 počet zemřelých převýšil počet narozených a v menší či větší míře tento trend pokračoval až do roku 2013. Když se vývoj počtu narozených a zemřelých vynese do lineárního grafu počínaje polovinou 80. let 20. století, přímky se protnou v roce 1992, odtud také název.

## Přispívající faktory

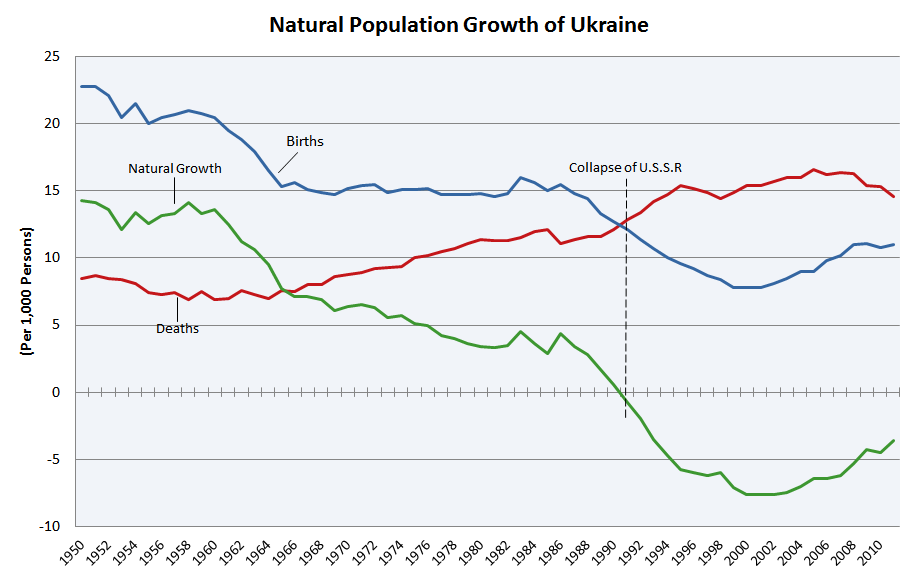
Přirozený přírůstek obyvatelstva na Ukrajině od roku 1950 – „ruský kříž“ se nevztahuje pouze na Rusko.
Porodnost
Úmrtnost
Přirozená změna

Vědci se snaží spojit příčinnou souvislost mezi oběma trendy s katastrofálním nárůstem spotřeby alkoholu, ke kterému došlo v Rusku po zániku Sovětského svazu a následné deregulaci ruského trhu s alkoholem.
Podle výzkumu to souvisí se skutečností, že v postsovětském Rusku je jeden z nejvyšších výskytů nemocí souvisejících s alkoholem na světě, což přispívá k vysoké úmrtnosti v tomto regionu. Redukce problémů spojených s alkoholem by mohla mít silný vliv na pokles úmrtnosti. Andrej Korotajev a Daria Chaltourina analyzovali věrohodnost aplikace obecných zásad alkoholové politiky na Ruskou federaci.
Dokázali, že přístupy k politice v oblasti alkoholu lze provádět stejnými způsoby jako v jiných zemích. Podle Korotajeva je navíc třeba věnovat zvláštní pozornost snižování spotřeby destilátů, nelegální výrobě alkoholu, spotřebě nealkoholických nápojů a prosazování platných vládních nařízení.
Mezi další faktory vysvětlující příčinu vzniku ruského kříže patří:
- dramaticky nízká výše plodnosti, zejména kolem roku 2000, kdy se přiblížila těsně k úrovni jednoho dítěte na ženu, tedy polovině reprodukce
- pokles porodnosti v 60. letech 20. století, který se následně projevil snížením počtu žen v plodném věku v 90. letech 20. století
- velmi vysoká porodnost mezi koncem ruské občanské války (1920) a začátkem zapojení Ruska do druhé světové války (1941), jež dala vzniknout velké kohortě nyní starších lidí, která vymřela v průběhu 90. let 20. století a prvního desetiletí 21. století
- porodnost v letech 1945–1990, která se většinou pohybovala kolem úrovně reprodukce, zejména od 60. let 20. století

Ruský kříž se neomezuje pouze na Rusko, vyskytl i v jiných zemích, nejčastěji v době pádu Sovětského svazu (stejně jako v Rusku). Mezi tyto země patří například Bělorusko, Bulharsko, Estonsko, Litva, Lotyšsko, Rumunsko, Srbsko a Ukrajina.